# بلجیو اینفریره
بلجیو اینفریره (به ایتالیایی: Bleggio Inferiore) یک منطقهٔ مسکونی در ایتالیا است که در Comano Terme واقع شده‌است. بلجیو اینفریره ۲۶٫۲ کیلومتر مربع مساحت و ۱٬۰۹۷ نفر جمعیت دارد و ۴۰۰ متر بالاتر از سطح دریا واقع شده‌است.